# (1325) Inanda
(1325) Inanda – planetoida z pasa głównego asteroid okrążająca Słońce w ciągu 4 lat i 21 dni w średniej odległości 2,54 au. Została odkryta 14 lipca 1934 roku w Union Observatory w Johannesburgu przez Cyrila Jacksona. Nazwa planetoidy pochodzi od Inandy, zuluskiej wioski w Południowej Afryce. Przed nadaniem nazwy planetoida nosiła oznaczenie tymczasowe (1325) 1934 NR.